# کونراد کارلسرود
کونراد کارلسرود (انگلیسی: Conrad Carlsrud; ۹ فوریهٔ ۱۸۸۴ – ۲۱ اکتبر ۱۹۷۳) ژیمناست هنری و ورزشکار دو و میدانی اهل نروژ بود.